# Ópera Nacional de Estonia
La Ópera Nacional de Estonia (Rahvusooper Estonia) es la compañía nacional de ópera de Estonia. La compañía tiene su sede en el Teatro Estonia de Tallin. El teatro ha tenido varios nombres a lo largo de su existencia. El último es «Ópera Nacional de Estonia», adoptado en 1998. La compañía produce una temporada animada y variada que incluye óperas, ballets y operetas/musicales. Actualmente trabajan en la Ópera Nacional de Estonia más de 500 personas.

## Historia
Los orígenes de la Ópera Nacional de Estonia  (en estonio: Rahvusooper Estonia), se remontan a 1865 cuando se fundó la sociedad de canto y teatro "Estonia". En 1906, la sociedad se convirtió en la base de un teatro profesional. La compañía de ballet inició sus actividades regulares en 1926.
El edificio del Teatro Estonia abrió al público el 24 de agosto de 1913. El edificio fue diseñado por los arquitectos finlandeses Armas Lindgren y Wivi Lönn, y fue el más grande de los edificios teatrales de Estonia. Una de sus dos alas fue diseñada como teatro y la otra como sala de conciertos.
En 1871 se empezaron a representar obras de teatro, aunque la tradición teatral no se consolidó hasta 1895, cuando la sociedad empezó a dirigir obras musicales, folclóricas y comedias, normalmente con canto y baile. A principios del siglo XX se empezaron a representar obras más serias.
En 1906, la sociedad se convirtió en la base del teatro profesional llamado "Estonia", fundado por los directores y actores Paul Pinna y Theodor Altermann. Éste permaneció vinculado a la sociedad "Estonia" y a la Sociedad de Responsabilidad Limitada Teatro Estonia, fundadas en 1908, hasta 1940, momento en que fueron disueltas bajo el régimen soviético en Estonia como parte del "remanente burgués" y el teatro fue nacionalizado.
- 1907 – Se representa la primera opereta, Mam'zelle Nitouche de Hervé.
- 1908 – Se representa la primera ópera,  Das Nachtlager in Granada de Kreutzer.
- 1911 – Se representa la primera opereta estonia: La noche de San Juan de Adalbert Wirkhaus.
- 1922 – La primera representación nocturna completa de ballet, Coppélia de Léo Delibes
- 1928 – La primera ópera estonia, Vikerlased (Los vikingos estonios) de Evald Aav
- 1944 – El primer ballet estonio, Kratt de Eduard Tubin.

La compañía de ópera también se conoce como Teatro Estonia por el edificio que ocupa en el centro de Tallin. Se construyó como un esfuerzo nacional bajo la dirección de la sociedad "Estonia" en 1913.
Durante la Segunda Guerra Mundial, la ópera fue bombardeada por la aviación soviética el 9 de marzo de 1944. Se reabrió después de la guerra, en 1947. Los pintores estonios Richard Sagrits, Elmar Kits y Evald Okas pintaron el techo al temple en el estilo del Realismo Socialista.
En el "Estonia" se representaron obras hasta 1949, año en que se disolvió la compañía teatral, tras lo cual el "Estonia" siguió funcionando únicamente como teatro musical. La compañía celebró su centenario en 2006. La celebración se llevó a cabo en un teatro de ópera recién renovado.
La Unión de Ballet de Estonia es un subsindicato de la Unión de Teatro de Estonia y todos sus miembros pertenecen a ambas uniones. La Unión de Ballet de Estonia se fundó el 17 de noviembre de 1997.